# Земля забуття
«Земля забуття» (фр. La terre outragee) — україно-французький фільм режисера Мішеля Боганіма.

## Сюжет
Для мешканців Прип'яті Ані (Ольга Куриленко) та Петра (Андрій Хира) 26 квітня 1986 року мало стати найщасливішим днем — днем шлюбу, першим днем нового життя. Олексій, інженер електростанції, разом із своїм сином Валерієм, вирішили посадити дерево. Лісничий Микола робив свій щоденний обхід лісу навколо станції. Через 10 років Аня працює гідом для туристів по забрудненій «чорнобильській зоні», Валерій шукає батька, а Микола доглядає заражений сад.

## Ролі виконують
- Ольга Куриленко — Аня
- Андрій Хира[pl] — Олексій

## Навколо фільму
- Погляд із двадцятип'ятирічної перспективи на одну з найбільших драм XX ст. — вибух реактора на атомній електростанції у Чорнобилі. Фільм Мішель Боганім розповідає історію кількох осіб і їхніх сімей, життя яких було зламане та знищене трагічним вибухом. Зворушлива драматична розповідь про людей, змушених жити з тягарем того суботнього дня, від якого уже ніколи не зможуть звільнитися.
- У жанрі мелодрами фільм є дебютом чудової документалістки (серед іншого «Одеса, Одеса»). У фільмі добре видно досвід Боганім у побудові оповіді та показі основних пунктів сюжету, і є дуже сильною його стороною. «Зневажена земля» — це спільний французько-німецько-польсько-український продукт. Автор музики — видатний польський композитор і джазовий піаніст Лешек Моздзєр.